# Edéa
Edéa é uma cidade dos Camarões localizada na província de Litoral. Edéa é a capital do departamento de Sanaga-Maritime.